# 1369
Il 1369 (MCCCLXIX in numeri romani) è un anno  del XIV secolo.

## Eventi
- Geoffrey Chaucer compone presumibilmente l'opera Il libro della duchessa
- Enrico II di Castiglia diventa re di Castiglia e León
- Guerra dei cent'anni - Ripresa del conflitto tra la corona inglese e francese dopo una pausa durata nove anni
- Un forte terremoto colpisce Alessandria
- 6 giugno - l'imperatore Carlo IV di Boemia restituisce la libertà alla Repubblica di Lucca. Questo Stato continuerà ad esistere con la stessa forma istituzionale fino al 1805 e come monarchia (Principato e Ducato) fino al 1847

## Nati
- 25 gennaio - Papa Martino V, papa, vescovo cattolico e cardinale italiano († 1431)
- 29 marzo - Federico I di Sassonia, nobile tedesco († 1428)
- 28 maggio - Giacomo Attendolo, condottiero italiano († 1424)
- 20 luglio - Pietro di Lussemburgo, cardinale francese († 1387)
- Alberto II di Baviera-Straubing, nobile († 1397)
- Stefano Bandelli, presbitero italiano († 1450)
- Filippo Buondelmonti degli Scolari, condottiero e mercante italiano († 1426)
- Jacopo Caldora, nobile e condottiero italiano († 1439)
- Giovanni III di Norimberga, nobile tedesco († 1420)
- Paolo Orsini, nobile e condottiero italiano († 1416)
- Reinardo II di Hanau, conte tedesco († 1451)
- Antonia Salimbeni, nobildonna italiana († 1411)
- Costantino II di Bulgaria, sovrano bulgaro († 1422)

## Morti
- 17 gennaio - Pietro I di Cipro, re (n. 1328)
- 22 marzo - Piero di Ghino Guicciardini, banchiere e politico italiano
- 23 marzo - Pietro I di Castiglia, re spagnolo (n. 1334)
- 18 maggio - Guglielmo da Tolosa, presbitero francese
- 7 luglio - Francesco Gonzaga di Guido, nobile italiano
- 13 luglio - Giovanni X di Alessandria, vescovo cristiano orientale siriano
- 20 luglio - Agnes Randolph, contessa scozzese (n. 1312)
- 4 agosto - Katherine Mortimer, nobile inglese (n. 1314)
- 15 agosto - Filippa di Hainaut, regina (n. 1314)
- 4 settembre - Marco da Viterbo, cardinale e francescano italiano (n. 1304)
- 12 settembre - Bianca di Lancaster, nobile inglese (n. 1345)
- 22 settembre - Guido Gonzaga, condottiero italiano (n. 1290)
- 29 settembre - Étienne Aubert iuniore, cardinale e vescovo cattolico francese
- 3 ottobre - Margherita di Tirolo-Gorizia, contessa (n. 1318)
- 4 ottobre - Guglielmo d'Aigrefeuille il Vecchio, cardinale e arcivescovo cattolico francese (n. 1326)
- 7 ottobre - Pierre de Banac, cardinale e vescovo cattolico francese
- 19 ottobre - Nicolò Trevisan, politico, militare e storiografo italiano
- 29 ottobre - Androin de la Roche, abate e cardinale francese
- 5 novembre - Nicolas de Besse, cardinale e vescovo cattolico francese
- 13 novembre - Thomas de Beauchamp, XI conte di Warwick, conte (n. 1313)
- 23 novembre - Guglielmo II di Brunswick-Lüneburg, nobile tedesco
- 4 dicembre - Amedeo IV di Ginevra, nobile
- 31 dicembre - John Chandos, cavaliere medievale inglese
- Magnus I di Brunswick-Wolfenbüttel, nobile tedesco
- Petrocino Casaleschi, arcivescovo cattolico, teologo e giurista italiano
- Chang Yuchun, generale cinese (n. 1330)
- Procoro Cidone, monaco cristiano, teologo e traduttore bizantino (n. 1330)
- Giacomo Goblin, vescovo cattolico boemo
- Ulrico III di Hanau, nobile tedesco (n. 1310)
- Ramathibodi I, sovrano siamese (n. 1315)
- Francesca Sanframondi, nobile italiana
- Ottone II di Waldeck, nobile tedesco
- Nicola d'Autrecourt, filosofo e teologo francese (n. 1299)

## Calendario
| Calendario 1369 | Calendario 1369 | Calendario 1369 | Calendario 1369 | Calendario 1369 | Calendario 1369 | Calendario 1369 | Calendario 1369 | Calendario 1369 | Calendario 1369 | Calendario 1369 | Calendario 1369 | Calendario 1369 | Calendario 1369 | Calendario 1369 | Calendario 1369 | Calendario 1369 | Calendario 1369 | Calendario 1369 | Calendario 1369 | Calendario 1369 | Calendario 1369 | Calendario 1369 | Calendario 1369 | Calendario 1369 | Calendario 1369 | Calendario 1369 | Calendario 1369 | Calendario 1369 | Calendario 1369 | Calendario 1369 | Calendario 1369 | Calendario 1369 |
| --------------- | --------------- | --------------- | --------------- | --------------- | --------------- | --------------- | --------------- | --------------- | --------------- | --------------- | --------------- | --------------- | --------------- | --------------- | --------------- | --------------- | --------------- | --------------- | --------------- | --------------- | --------------- | --------------- | --------------- | --------------- | --------------- | --------------- | --------------- | --------------- | --------------- | --------------- | --------------- | --------------- |
|                 | 1               | 2               | 3               | 4               | 5               | 6               | 7               | 8               | 9               | 10              | 11              | 12              | 13              | 14              | 15              | 16              | 17              | 18              | 19              | 20              | 21              | 22              | 23              | 24              | 25              | 26              | 27              | 28              | 29              | 30              | 31              |                 |
| Gennaio         | Lu              | Ma              | Me              | Gi              | Ve              | Sa              | Do              | Lu              | Ma              | Me              | Gi              | Ve              | Sa              | Do              | Lu              | Ma              | Me              | Gi              | Ve              | Sa              | Do              | Lu              | Ma              | Me              | Gi              | Ve              | Sa              | Do              | Lu              | Ma              | Me              |                 |
| Febbraio        | Gi              | Ve              | Sa              | Do              | Lu              | Ma              | Me              | Gi              | Ve              | Sa              | Do              | Lu              | Ma              | Me              | Gi              | Ve              | Sa              | Do              | Lu              | Ma              | Me              | Gi              | Ve              | Sa              | Do              | Lu              | Ma              | Me              |                 |                 |                 |                 |
| Marzo           | Gi              | Ve              | Sa              | Do              | Lu              | Ma              | Me              | Gi              | Ve              | Sa              | Do              | Lu              | Ma              | Me              | Gi              | Ve              | Sa              | Do              | Lu              | Ma              | Me              | Gi              | Ve              | Sa              | Do              | Lu              | Ma              | Me              | Gi              | Ve              | Sa              |                 |
| Aprile          | Do              | Lu              | Ma              | Me              | Gi              | Ve              | Sa              | Do              | Lu              | Ma              | Me              | Gi              | Ve              | Sa              | Do              | Lu              | Ma              | Me              | Gi              | Ve              | Sa              | Do              | Lu              | Ma              | Me              | Gi              | Ve              | Sa              | Do              | Lu              |                 |                 |
| Maggio          | Ma              | Me              | Gi              | Ve              | Sa              | Do              | Lu              | Ma              | Me              | Gi              | Ve              | Sa              | Do              | Lu              | Ma              | Me              | Gi              | Ve              | Sa              | Do              | Lu              | Ma              | Me              | Gi              | Ve              | Sa              | Do              | Lu              | Ma              | Me              | Gi              |                 |
| Giugno          | Ve              | Sa              | Do              | Lu              | Ma              | Me              | Gi              | Ve              | Sa              | Do              | Lu              | Ma              | Me              | Gi              | Ve              | Sa              | Do              | Lu              | Ma              | Me              | Gi              | Ve              | Sa              | Do              | Lu              | Ma              | Me              | Gi              | Ve              | Sa              |                 |                 |
| Luglio          | Do              | Lu              | Ma              | Me              | Gi              | Ve              | Sa              | Do              | Lu              | Ma              | Me              | Gi              | Ve              | Sa              | Do              | Lu              | Ma              | Me              | Gi              | Ve              | Sa              | Do              | Lu              | Ma              | Me              | Gi              | Ve              | Sa              | Do              | Lu              | Ma              |                 |
| Agosto          | Me              | Gi              | Ve              | Sa              | Do              | Lu              | Ma              | Me              | Gi              | Ve              | Sa              | Do              | Lu              | Ma              | Me              | Gi              | Ve              | Sa              | Do              | Lu              | Ma              | Me              | Gi              | Ve              | Sa              | Do              | Lu              | Ma              | Me              | Gi              | Ve              |                 |
| Settembre       | Sa              | Do              | Lu              | Ma              | Me              | Gi              | Ve              | Sa              | Do              | Lu              | Ma              | Me              | Gi              | Ve              | Sa              | Do              | Lu              | Ma              | Me              | Gi              | Ve              | Sa              | Do              | Lu              | Ma              | Me              | Gi              | Ve              | Sa              | Do              |                 |                 |
| Ottobre         | Lu              | Ma              | Me              | Gi              | Ve              | Sa              | Do              | Lu              | Ma              | Me              | Gi              | Ve              | Sa              | Do              | Lu              | Ma              | Me              | Gi              | Ve              | Sa              | Do              | Lu              | Ma              | Me              | Gi              | Ve              | Sa              | Do              | Lu              | Ma              | Me              |                 |
| Novembre        | Gi              | Ve              | Sa              | Do              | Lu              | Ma              | Me              | Gi              | Ve              | Sa              | Do              | Lu              | Ma              | Me              | Gi              | Ve              | Sa              | Do              | Lu              | Ma              | Me              | Gi              | Ve              | Sa              | Do              | Lu              | Ma              | Me              | Gi              | Ve              |                 |                 |
| Dicembre        | Sa              | Do              | Lu              | Ma              | Me              | Gi              | Ve              | Sa              | Do              | Lu              | Ma              | Me              | Gi              | Ve              | Sa              | Do              | Lu              | Ma              | Me              | Gi              | Ve              | Sa              | Do              | Lu              | Ma              | Me              | Gi              | Ve              | Sa              | Do              | Lu              |                 |